# Los Palacios, Cuba
Los Palacios là một đô thị và thành phố ở tỉnh Pinar del Río của  Cuba.
Đô thị này được chia thành các phường (barrio) Limones, Macurijes, Paso Real, Santa Mónica, Santo Domingo, Sierra và Urbano.
Đô thị này được lập năm 1760.

## Thông tin nhân khẩu
Năm 2004, đô thị Los Palacios có dân số 38.950 người. Diện tích là 786 km² (303,5 mi²), với mật độ dân số là 49,6người/km² (128,5người/sq mi).